# (72580) 2001 ET21
(72580) 2001 ET21 – planetoida z pasa głównego asteroid okrążająca Słońce w ciągu 3,8 lat w średniej odległości 2,43 j.a. Odkryta 15 marca 2001 roku.